# Lišany (Lounyi járás)
Lišany település Csehországban, Lounyi járásban. Lišany Zálužice, Postoloprty, Staňkovice és Bitozeves településekkel határos. Lakosainak száma 163 fő (2024. január 1.).

## Népesség
A település lakosságának változását az alábbi diagram mutatja:
| Lakosok száma | 208  | 299  | 294  | 146  | 146  | 149  | 154  | 166  | 153  | 163  |
|               | 1869 | 1890 | 1921 | 1950 | 1980 | 2001 | 2017 | 2019 | 2022 | 2024 |